# 1861 no Brasil
Esta é uma cronologia dos fatos acontecimentos de ano 1861 no Brasil.

## Incumbente
- Imperador – D. Pedro II (9 de abril de 1831-15 de novembro de 1889).

## Eventos
- 12 de janeiro: Fundação da Caixa Econômica da Corte pelo imperador Dom Pedro II, no Rio de Janeiro.
- 1 de agosto: Brasil reconhece formalmente o estado de beligerância nos Estados Unidos, que atravessava a Guerra da Secessão, reconhecendo os Estados Confederados da América como beligerante.[1]
- 30 de outubro: Execução de José Pereira de Sousa, condenado a enforcamento pelo júri de Santa Luzia, em Goiás, sendo a última execução de um homem livre relatada no Brasil.
- 25 de dezembro: Início da Questão Christie, uma crise diplomática entre o Brasil e o Reino Unido.